# Blaue Fliesen
Blaue Fliesen ou Blaue Kacheln (« carreaux bleus » ou « carrelage bleu » en allemand) est, en République démocratique allemande, un terme familier pour désigner le Deutsche Mark émis en Allemagne de l'Ouest. Le nom a été inspiré par la couleur bleue du billet 100 DEM. 
Il s'agit d'un nom de code pour désigner la monnaie occidentale. Ainsi, dans les annonces de journaux, l'utilisation des termes D-Mark ou encore monnaie de l'ouest n'est pas conforme à la réglementation en vigueur sur les devises étrangères légales. On utilise alors dans ces annonces les termes Blaue Fliesen pour contourner cette interdiction.